# Coffee United SC
Der Coffee United Sports Club, auch einfach nur Coffee genannt, ist ein ugandischer Fußballverein aus Kakira.

## Geschichte
1970 gelang dem Verein der größte nationale Erfolg mit den Gewinn der Meisterschaft und dem Pokalwettbewerb. 1981 gewann der Verein erneut den nationalen Pokal. 1993 qualifizierte sich der Verein für den CAF Cup.

## Erfolge
- Uganda League: 1970
- Uganda Cup: 1971, 1981

## Statistik in den CAF-Wettbewerben
| Saison | Wettbewerb                     | Runde         | Land     | Verein            | Heim | Auswärts         |
| ------ | ------------------------------ | ------------- | -------- | ----------------- | ---- | ---------------- |
| 1971   | African Cup of Champions Clubs | 1. Runde      |          | Freilos           |      |                  |
|        | African Cup of Champions Clubs | 2. Runde      | Tansania | Young Africans SC | *    |                  |
|        | African Cup of Champions Clubs | Viertelfinale | Ghana    | Great Olympics    | 0:0  | 0:2              |
| 1982   | African Cup Winners’ Cup       | 1. Runde      | Sambia   | Power Dynamos     | 0:0  | 0:2              |
| 1993   | CAF Confederation Cup          | 1. Runde      | Kenia    | Gor Mahia         | 1:0  | 0:1 (n. E.: 3:5) |

- 1971: Der Verein Young Africans Dar-es-Salaam verzichtete und somit kam Caffee United SC kampflos ins Viertelfinale.